# Puente Rojo (Azerbaiyán)
El Puente Rojo (en azerí: Qırmızı Körpü; en georgiano: წითელი ხიდი) es un cruce fronterizo entre Georgia y Azerbaiyán en la carretera de Tiflis a Ganja.
El término se traduce como Puente Rojo y se llama así porque es un puente de ladrillo rojo con un arco sobre el río Khrami. La estructura actual del puente es en su mayoría del siglo XVII, pero ha habido un puente en el sitio del cruce desde del siglo XII. El puente de rojo estuvo en uso hasta 1998.